# Transgender Victoria
Transgender Victoria (TGV) es la principal organización del estado australiano de Victoria para personas transgénero, de género diverso y no binarias. Fundada en el año 2000, TGV es una organización sin fines de lucro liderada por personas trans que trabaja para lograr mejores resultados sociales, económicos y de salud. En diciembre de 2014, Transgender Victoria ganó el Premio a la Organización Comunitaria de la Comisión Australiana de Derechos Humanos.

## Orígenes y gestión

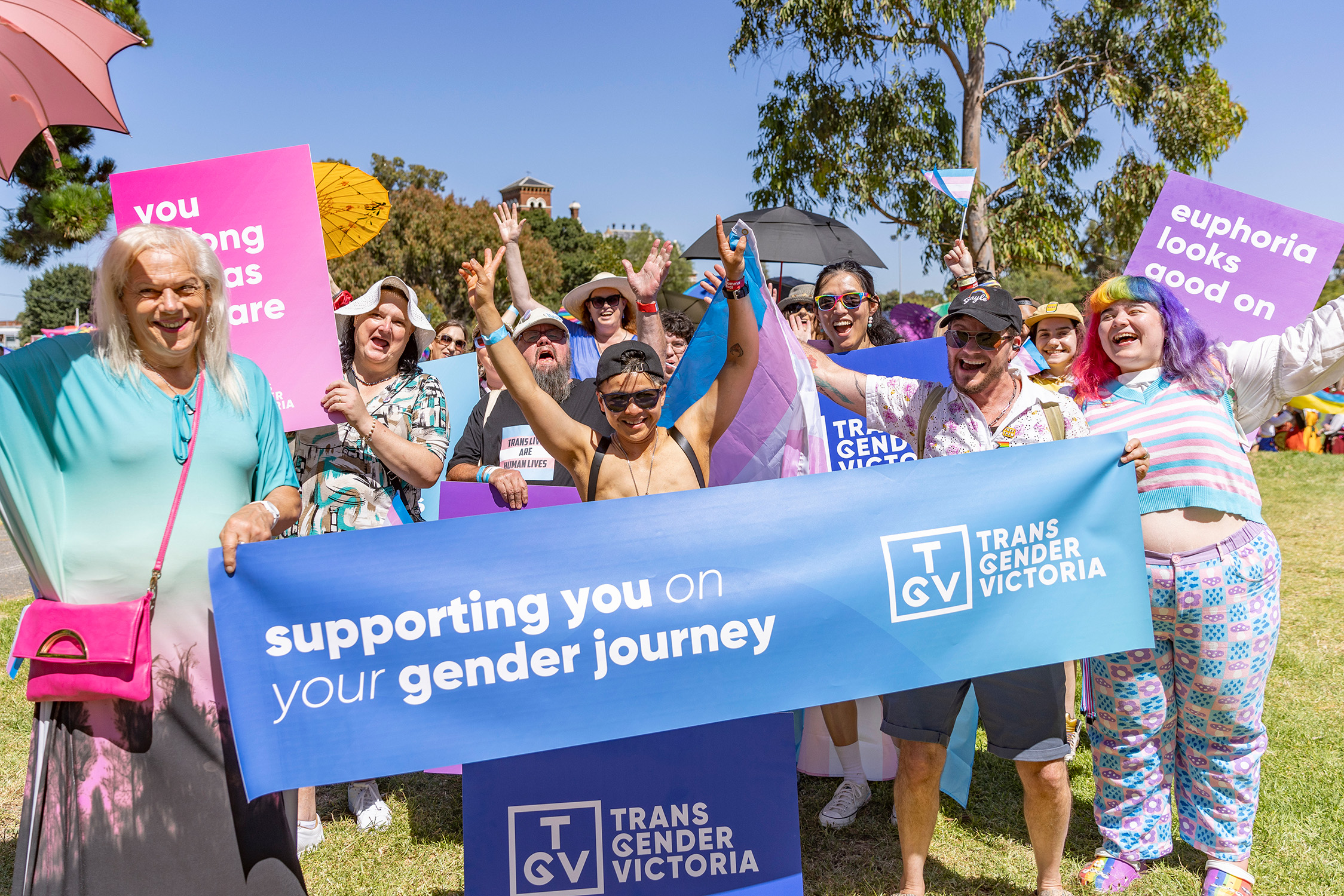
Un grupo de personas trans voluntarias de Victoria marchó en el Midsumma Festival de 2024

Transgender Victoria fue cofundada por Kayleen White y Sally Goldner a finales de los años 1990. La junta directiva actual incluye a Jax Brown, Kim Lee, Michelle McNamara, Fidan Senova, Sophie Shrimpton y la Dra. Son Vivienne.

## Activismo
Transgender Victoria ofrece presentaciones sobre temas transgénero y de género diverso a universidades y estudiantes de medicina, medios de comunicación y muchos otros. El proyecto "Qué hace a un aliado", en colaboración con Ygender, promueve la aceptación de las personas transgénero y de género diverso. TGV también ofrece apoyo entre pares, en particular para problemas de ansiedad y depresión. TGV también ofrece formación en competencia cultural LGBT e intersexual en el cuidado de personas mayores.
TGV trabaja en temas de incidencia política en colaboración con muchas otras organizaciones, incluyendo la protección contra la discriminación. El 25 de junio de 2013, tras un trabajo de incidencia colaborativo y con el apoyo de varios partidos, se aprobó la Ley de la Commonwealth sobre la Enmienda a la Discriminación Sexual (Orientación Sexual, Identidad de Género y Estatus Intersexual). Se convirtió en ley el 1 de agosto de 2013.

## Premios y reconocimientos
Transgender Victoria recibió el "Premio a la Comunidad - Organización" de la Comisión Australiana de Derechos Humanos en diciembre de 2014. TGV fue preseleccionada "por su dedicación a la consecución de justicia, equidad y servicios comunitarios y de salud de calidad para las personas transgénero, sus parejas, familias y amigos".